# Верхний Рыстюг
Верхний Рыстюг — деревня в Никольском районе Вологодской области.
Входит в состав Краснополянского сельского поселения, с точки зрения административно-территориального деления — в Краснополянский сельсовет.
Расстояние до районного центра Никольска по автодороге — 8 км. Ближайшие населённые пункты — Каменка, Животово, Селиваново.
По переписи 2002 года население — 54 человека (34 мужчины, 20 женщин). Всё население — русские.

## Известные уроженцы
- Василий Михайлович Павлов — красноармеец Рабоче-крестьянской Красной Армии, участник Великой Отечественной войны, Герой Советского Союза (1943 посмертно).